# Tetramorium miserabile
Tetramorium miserabile är en myrart som beskrevs av Santschi 1918. Tetramorium miserabile ingår i släktet Tetramorium och familjen myror. Inga underarter finns listade i Catalogue of Life.